# خافيير مينديز (مدرب فنون القتال المختلطة)
خافيير مينديز (بالإنجليزية: Javier Mendez؛ مواليد 18 سبتمبر 1970) هو مدرب مكسيكي أمريكي للفنون القتالية المختلطة ومؤسس أكاديمية الكيك بوكسينغ الأمريكية للفنون القتالية المختلطة. بطل العالم السابق لايسكا في الكيك بوكسينغ، اشتهر بتدريب العديد من أبطال العالم في الفنون القتالية المختلطة.